# Shahrestān-e Manūjān
Shahrestān-e Manūjān (persiska: شهرستان منوجان, منوجان) är en delprovins (shahrestan) i Iran.   Den ligger i provinsen Kerman, i den sydöstra delen av landet, 1 100 km sydost om huvudstaden Teheran.
Delprovinsen hade 65 705 invånare 2016.